# Eurofighter Jagdflugzeug
Eurofighter Jagdflugzeug GmbH – europejskie konsorcjum zbrojeniowe, które koordynuje projekt, produkcję i rozwój samolotu Eurofighter Typhoon. Wliczają się w to również silniki odrzutowe zaprojektowane i wyprodukowane przez EuroJet Turbo GmbH.
Założone w 1986 r. w Niemczech (gdzie również mieści się jego siedziba w Hallbergmoosen), zakłady przedsiębiorstwa mieszczą się również w czterech europejskich państwach:
- 46%: EADS (wcześniej: CASA i DASA)
  - 33%: EADS Deutschland GmbH (Niemcy)
  - 13%: EADS CASA (Hiszpania)
- 33%: BAE Systems (Wielka Brytania)
- 21%: Alenia Aermacchi (Włochy)